# Nuestra Señora de la Vulnerata
Nuestra Señora de la Vulnerata, también conocida como Virgen Vulnerata o Virgo Vulnerata, es una advocación mariana venerada en el Real Colegio de San Albano (coloquialmente llamado Colegio de los Ingleses), en Valladolid, España.

## Historia

### Toma de Cádiz y profanación de la imagen
Las primeras referencias históricas de la imagen datan de 1596. Durante el verano de aquel año, Robert Devereux, II conde de Essex y favorito de la reina Isabel I, convenció al gobierno inglés de llevar a cabo un ataque armado contra España, disponiéndose en consecuencia una flota compuesta por 150 navíos con 10 000 soldados y 7000 marineros al mando de Charles Howard, I conde de Nottingham. También se organizó un ejército formado por 24 navíos holandeses mandados por John de Duyvenvoorde, señor de Warmond, con 5000 soldados bajo el comando de Guillermo Luis, conde de Nassau-Dillenburg. Tras la llegada de las tropas a Cádiz el 30 de junio, los ingleses y los holandeses saquearon la ciudad durante seis días. En el transcurso de la toma se produjo el robo e incendio de numerosos palacios e iglesias, motivo por el que varios gaditanos acudieron a la catedral, lugar en que recibía culto la imagen de Nuestra Señora de la Vulnerata, que en aquel entonces no recibía esta denominación, siendo venerada especialmente como titular de la cofradía de los morenos, ubicada en una ermita propiedad de descendientes de antiguos esclavos de raza negra. Varios invasores holandeses irrumpieron en la catedral y se llevaron la imagen, a la que despojaron de su cetro y corona, con el fin de destruirla por considerarla una manifestación iconoclasta de acuerdo con el dogma del protestantismo. La talla fue públicamente profanada; arrastrada desde el templo hasta la plaza del mercado, fue en principio sarcásticamente venerada para después recibir numerosas cuchilladas, cortes de espada y golpes de hacha los cuales deformaron su rostro, siéndole amputados ambos brazos así como la talla del Niño Jesús que cargaba en su regazo, imagen que quedó reducida a astillas:

Haziendo risa y mofa de lo que avían de sacar admiración, respeto y arrepentimiento de sus errores, acometieron con rabiosa furia a la Santa Imagen, arrancándola del trono, que ocupaba como Reyna, entre los baldones injuriosos que de palabra la dezían; la traxeron á la plaza más pública, para executar el sacrilegio, que ideaba su barbaridad, mas á la vista del Cielo y de la tierra. Puesta ya allí la preciosa imagen de la Reyna de los Ángeles; lo primero, que hizieron fue adorarla fingidamente con escarnio y vilipendio, á la manera, que los Soldados lo executaron con Jesu-Christo; y alterada más con esta fingida adoración, su ira y cólera, sacaron luego las espadas y probaron sus filos en tan sagrado simulacro, dando á la imagen muchas cuchilladas, con que la dividieron, y separaron los brazos hasta los codos, afeando también la hermosura de su rostro con siete heridas que la hizieron, y no perdonando tampoco su loco y sacrílego, atrevimiento al bello Niño que tenía en sus sagrados brazos la Madre; le hirieron también y ultrajaron separándole y arrancándole de ellos como oy lo ven, y lloran los devotos, que con atención contemplan el rostro de esta gran Reyna que, como otra Raquel, lamenta y siente la falta y ausencia de su hijo.: p. 579 

La noticia del saqueo provocó gran ofensa en Felipe II y su corte. El militar Martín de Padilla, conde de Santa Gadea, abogó por preparar la flotilla española y atacar Inglaterra en respuesta; un primer intento se llevó a cabo en octubre de 1596, mientras que el segundo tuvo lugar en septiembre de 1597 con el envío de cien navíos los cuales partieron rumbo al Canal de la Mancha desde Lisboa y La Coruña, aunque las dificultades climatológicas y el riesgo de otro fracaso como el de la Armada Invencible en 1588 terminaron por disuadir a España de contraatacar.

### Recuperación
La imagen de la Virgen, arrojada por los saqueadores en un lugar conocido como «El Boquete» y posteriormente enviada a las islas británicas, fue recuperada por la sobrina y esposa de Martín de Padilla, Luisa de Padilla, quien la emplazó en el oratorio de su palacio en Madrid. Los seminaristas ingleses de Valladolid, tras conocer este hecho, solicitaron la entrega de la talla con el fin de resarcir los daños causados por sus compatriotas y aliados. Las negociaciones se dilataron por un tiempo durante el cual se produjo el deceso de Felipe II y la subida al trono de su hijo Felipe III, siendo la imagen finalmente instalada en el seminario vallisoletano el 8 de septiembre de 1600, época en que se rumoreaba que la corte, situada en Madrid, se trasladaría a Valladolid, acontecimiento que ocurriría oficialmente en enero del año siguiente.

### Traslado

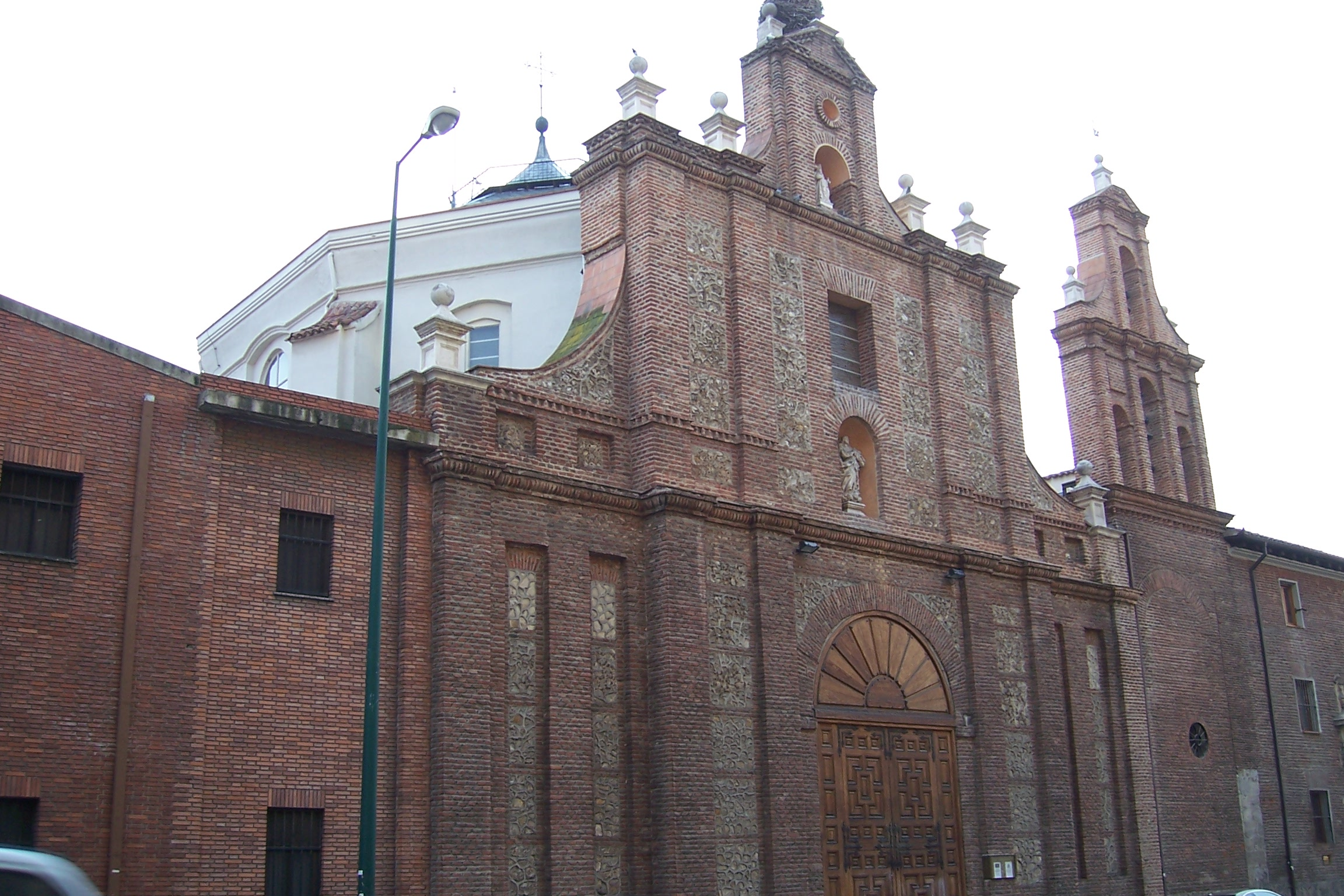
Real Colegio de San Albano.

La talla fue trasladada en secreto desde Madrid en una litera de la reina Margarita de Austria, esposa de Felipe III. Siguiendo el protocolo, la imagen fue conducida inicialmente al desaparecido convento del Carmen Calzado. El 7 de septiembre, una comitiva compuesta por veinticuatro seminaristas ingleses, cuatro padres jesuitas y varios nobles a caballo abandonó el convento y partió con la imagen rumbo a Valladolid, entrando a través de la Puerta del Campo. Tras llegar a la Catedral de Nuestra Señora de la Asunción, la talla fue recibida por el cabildo y pasó la noche en la antigua colegiata bajo la custodia de los seminaristas ingleses.
Al día siguiente se ofició una liturgia por la mañana en la catedral con la presencia de todos los miembros del Real Colegio de San Albano, celebrándose por la tarde una procesión en la que participaron cofradías, congregaciones locales, doscientos sacerdotes y el corregidor de Valladolid, además de la propia Luisa de Padilla, quien había engalanado a la Virgen para la ocasión con un lujoso manto y una corona de pedrería.: p. 581  El cortejo se dirigió a la iglesia del colegio, donde se encontraba la reina Margarita, quien por motivos de seguridad no participó en la procesión, aunque sí dispuso ricos tapices pertenecientes al patrimonio real para la ceremonia de entronización en el altar mayor. 
En los días posteriores se celebró un novenario al que asistieron miembros de varias instituciones, como la Inquisición, la Chancillería, la Universidad y el cabildo catedralicio. El último día del novenario, Bartolomé de la Plaza, primer obispo de Valladolid, procedió a coronar la imagen, a la que en su sermón denominó «vulnerata» en referencia a la profanación cometida, nombre con el que se la conoce actualmente.

## Descripción
La talla, inicialmente bajo la advocación de la Virgen del Rosario o de la Victoria y procedente de un taller sevillano, consiste en una imagen sedente de bulto redondo en madera policromada. La Virgen se encuentra inclinada hacia delante con los brazos levantados a la altura del pecho y las piernas flexionadas y a una altura diferente una respecto de la otra. Originalmente portaba una imagen del Niño Jesús en su regazo de la que únicamente se conserva parte de un pie. El rostro presenta importantes mutilaciones, destacando cortes en los labios, el mentón, ambas mejillas, el ojo derecho y la nariz, la cual está prácticamente ausente. Por su parte, los brazos están cortados por debajo del codo y muestran la madera a la vista, tal y como ocurre con el pie izquierdo. La imagen se apoya en una peana octogonal decorada con las cabezas aladas de ocho serafines en altorrelieve, mientras que sobre la cabeza porta una corona circundada por una aureola rematada con una cruz custodiada por estrellas, regalo de antiguos alumnos del colegio en 2000.

## Legado
La Virgen Vulnerata, cuya fiesta se celebra el sábado posterior a la solemnidad de la Inmaculada Concepción, permanece con las marcas de la profanación en recuerdo del ataque sufrido, acontecimiento experimentado en otras imágenes religiosas, como la Virgen del Desagravio en la Catedral Nueva de Salamanca. Nuestra Señora de la Vulnerata, de la que se hizo una réplica en madera de nogal en 2018, participa en la Semana Santa de Valladolid portada por los seminaristas del Real Colegio de San Albano.